# 阿部俊彦
阿部 俊彦（あべ としひこ、1977年 - ）は、日本のアーバンデザイナー、まちづくりプランナー。学位は博士（工学）（早稲田大学・2019年）。一級建築士。技術士(都市及び地方計画)。
立命館大学理工学部建築都市デザイン学科准教授。LLC SMDW 住まいまちづくりデザインワークス共同設立者。東京都出身。

## 受賞歴
気仙沼市内湾地区の復興まちづくり、内湾ムカエルや八日町236などの設計やアーバンデザインの実績により、土木学会デザイン賞、復興デザイン会議復興計画賞、日本都市計画学会計画設計賞・論文奨励賞、都市住宅学会長賞、日本建築学会作品選集入選、これからの建築士賞、グッドデザイン賞などを受賞。

## 経歴
ニューヨーク日本人学校卒業。早稲田大学高等学院卒業。早稲田大学理工学部建築学科卒業(村野賞)。早稲田大学大学院理工学研究科修了（佐藤滋研究室）。
現代計画研究所、DAN計画研究所を経て、LLC住まい・まちづくりデザインワークスを共同設立し、建築設計や都市デザインの実務に従事する。
早稲田大学及び工学院大学の非常勤講師、早稲田大学 都市・地域研究所の研究員として、研究及び教育にも関わった後、立命館大学 理工学部 建築都市デザイン学科の教員として、都市空間デザイン研究室を主宰。